# Königliches Automobilmuseum Amman
Das Königliche Automobilmuseum Amman (arabisch متحف السيارات الملكي, DMG matḥaf as-sayyārāt al-malakī; englisch The Royal Automobile Museum) ist eine Sammlung von historischen Fahrzeugen, welche die Könige von Jordanien erwarben und sammelten. Seit dem Jahr 2003 sind die Exponate öffentlich im Automobilmuseum in Amman zugänglich.

## Beschreibung

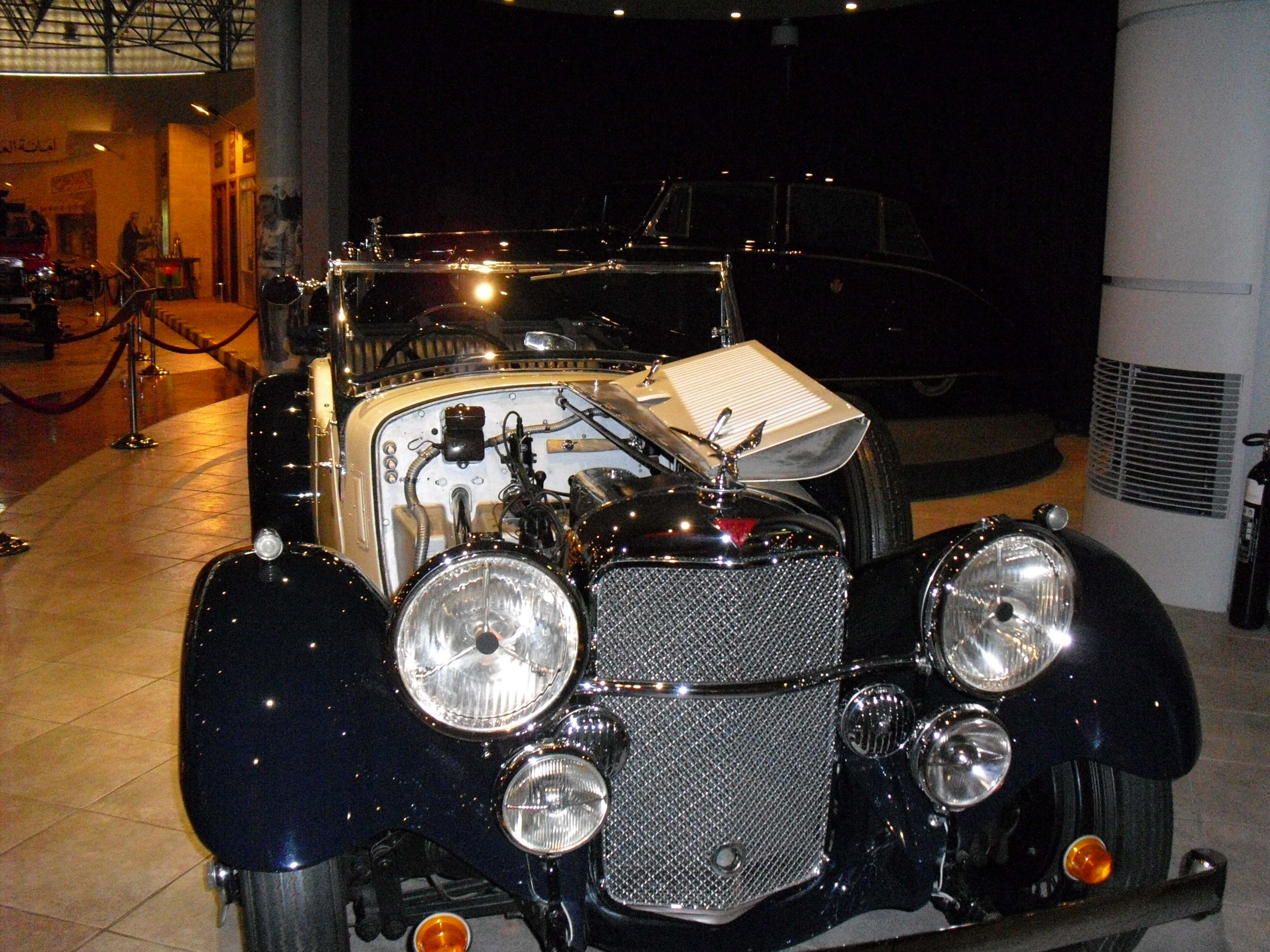
Alvis Firebird (1934–1936)

König Hussein begann mit dem Sammeln von außergewöhnlichen Fahrzeugen. Auch Autos seines Vaters König Abdallah I. sind in der Ausstellung zu sehen. 2003 wurde das Museum, auf Betreiben von König Abdallah II. der Öffentlichkeit zugänglich gemacht. Verschiedene in der Ausstellung eingespielte Filmaufnahmen zeigen die Verwendung der Fahrzeuge durch die Monarchen. Das älteste ausgestellte Fahrzeug stammt aus dem Jahr 1916.

## Besondere Ausstellungsstücke
- 52er Lincoln Capri: Dieses Fahrzeug nutzte Hussein I. bei seiner Krönung 1953
- 300 SL „Gullwing“, Baujahr 1955: Mit diesem Fahrzeug fuhr König Hussein das Autorennen Rumman Hill-Climb